# Жарки
Жа̀рки (на полски: Żarki) е град в Южна Полша, Силезко войводство, Мишковски окръг. Административен център е на градско-селската Жаркенска община. Заема площ от 101 км2.

## Население
Според данни от полската Централна статистическа служба, към 1 януари 2014 г. населението на града възлиза на 8 377 души. Гъстотата е 83 души/км2.